# 施韦林 (勃兰登堡州)
施韦林（德語：Schwerin）是德国勃兰登堡州的市镇，隶属于达默-施普雷瓦尔德县。总面积为6.72平方千米，截至2023年12月31日总人口为929人。